# 알리 압둘라 살레
알리 압둘라 살레(아랍어: علي عبد الله صالح 알리 압둘라 살리흐[*], 문화어: 알리 아브둘라흐 살레흐, 1942년 3월 21일 ~ 2017년 12월 4일)는 예멘의 초대 대통령이다. 이전에는 1978년부터 1990년까지 예멘 아랍 공화국(북예멘)의 대통령을 지낸 바 있으며, 통일 이후 예멘 공화국 대통령 평의회의 의장 직을 맡았다. 
살레는 1978년부터 2012년 2월 27일까지 집권한 예멘의 최장기 집권 대통령으로, 예멘 국군 최고 사령관, 국방위원장, 원수이기도 하다. 예멘 최대의 부족 하시드 (Hashid) 출신이다.

## 생애와 경력
1942년 시아파의 자이디파(Zaydi)에 속하는 하시드 부족 연합의 유력 가문 알아흐마르 가문 (Al-Ahmar family)에서 태어났다. 하지만 그의 가문은 1962년 예멘 왕국의 통치가 끝날 때까지 체제에서 배제되어 있었다. 살레는 초등 교육을 받지 않고, 1958년 북예멘군에 입대했으며, 1960년 북예멘 군사 아카데미에 들어가 상등병이 되었다. 몇 년 후 군사 아카데미를 졸업하고 소위로 임관했으며, 1977년 당시 북예멘의 대통령이었던 아메드 알가시미(Ahmed bin Hussein al-Ghashmi)에 의해 타이즈군 사령관에 임명되었다.
1978년 6월 24일 가시미 대통령이 폭탄 테러로 암살된 이후 살레는 임시 대통령 평의회 의장과 북예멘 군부 최고 사령관, 육군 참모총장을 겸임 하였다. 같은 해 7월, 살레는 북예멘 대통령 겸 군 참모총장이 되었다.
1983년 대통령 겸 최고 사령관 재선, 1988년 대통령 겸 최고 사령관 삼선에 성공했으며, 1990년 남예멘과 북예멘의 통일로 예멘 대통령 평의회 의장, 예멘 국방 위원회 의장, 예멘군 최고 사령관이 되었다. 1994년 예멘의 초대 대통령으로 선출되었으며, 1995년 국민전체회의 의장 (여당 지도자)으로 선출되었다. 1997년, 원수 칭호를 받았으며, 1999년 대통령 선거에서 국민의 직접 투표에 의해 처음으로 연임 되었다.
2006년 대통령 선거에도 연임 되었으나, 야당 세력은 부정 선거를 주장하며 반정부 활동을 벌였다. 2011년 1월, 튀니지에서 촉발된 혁명의 물결의 영향으로 예멘에도 반정부 시위가 발생하자, 2011년 내로 대통령에서 물러난다는 발표를 하였다. 하지만, 계속해서 대통령 직을 고수하며, 반체제주의자들과 끊임없는 마찰을 빚었다. 2011년 6월 반정부 세력의 포격으로 부상을 당해, 다음날 사우디아라비아의 병원으로 이송 되었으며, 2011년 8월 6일 퇴원하였다.

## 기타
예멘 내에서는 살레의 초상화와 벽화가 곳곳에 보이며, 주변 아랍 국가와 마찬가지로 지도자에 대한 개인 숭배가 이루어지고 있다. 최근에는 살레의 이름을 본뜬 거대한 모스크가 건설되어 국민의 반발을 샀다. 또한 자신의 아들과 친척을 예멘군의 요직에 기용해 일족 지배를 꾀했으며, 맏아들 아마드는 공화국 수비대 겸 군 특수부대 사령관, 조카 세 사람은 대통령 특별경호대 사령관, 중앙보안군 사령관, 국가안전국 장관에 임명되어 있다.
2011년 튀니지 혁명, 2011년 이집트 반정부 시위의 영향으로 아랍 국가에서 장기 독재 정권에 대한 비판이 높아지는 가운데, 예멘에서도 반정부 시위가 일어나 살레도 비판의 대상이 되었다. 이로 인해 살레는 2월 2일, 2013년 예정되어 있는 예멘 대선에 출마하지 않는다고 말하였다. 이후에도 예멘 내의 혼란은 계속되었으며, 대통령 퇴진을 포함하는 조정안이 걸프 협력 회의에서 제안 되었으나, 살레는 몇 차례 이 안을 거부하였다. 6월 3일, 살레는 대통령 궁전의 부지 내에 있는 사원이 반군에 의해 포격돼, 총리, 국회의장과 함께
부상을 입었다. 치료를 위해 사우디아라비아로 출국하였으며, 부통령인 압드 알라브 만수르 알하디가 대통령 권한 대행을 맡게 되었다. 사태는 점점 격화되어 내전의 가능성이 농후한 상황이지만, 해결책이 보이지 않는 상황이다. 2011년 9월, 예멘에 복귀하였다.

## 권력 이양
2011년 11월 24일 자신과 가족을 재판하지 않는 조건으로 대통령 직에서 권력 이양을 했으며 2012년 2월 공식적으로 대통령 직에서 물러났다. 그러나 예멘 내전이 일어난 후 후티 반군과 연대해오다 사우디아라비아가 주도하는 연합군과 휴전 중재를 제안한 직후 얼마 지나지 않아 2017년 12월 4일 후티 반군으로부터 피살 당했다.

## 같이 보기
- 아랍의 봄
- 예멘 내전 (2014년~현재)